# 17-Hydroksyprogesteron
17-Hydroksyprogesteron (łac. hydroxyprogesteronum) – organiczny związek chemiczny z grupy steroidów. Pochodna progesteronu zawierająca grupę hydroksylową w pozycji 17. U człowieka jest to hormon kory nadnerczy, jeden z głównych metabolitów progesteronu i prekursor androgenów niewykazujących aktywności androgennej. Pomiary stężenia tego hormonu stosuje się w diagnostyce chorób nadnerczy. Używany jako lek hormonalny wykazujący silne i długotrwałe działanie gestagenne.

## Miejsce w steroidogenezie
17-OH-progesteron powstaje z progesteronu wskutek działania 17α-hydroksylazy lub z 17-hydroksypregnenolonu pod wpływem 3β-hydroksysterydodehydrogenazy. Może być przekształcony do 11-deoksykortyzolu (pod wpływem 21-hydroksylazy) lub do Δ4-androstendionu (pod wpływem 17,20-desmolazy).

## Farmakokinetyka
Hydroksyprogesteron wiąże się w znacznym stopniu z białkami osocza. Biologiczny okres półtrwania wynosi 6 dni.

## Diagnostyka
Oznaczenia stężenia 17-OH-progesteronu dokonuje się w surowicy krwi. Wartości i zakres norm laboratoryjnych są takie same dla kobiet i mężczyzn, i wynoszą zwykle (w zależności od laboratorium): 0,9-3,9 nmol/l (30-130 ng/dl).

## Znaczenie
Oznaczenie stężenia 17-OH-progesteronu wykorzystuje się w diagnostyce chorób nadnerczy. W zależności od potrzeb diagnostycznych dokonuje się przygodnego oznaczenia poziomu hormonu w surowicy krwi lub po stymulacji innymi substancjami (tzw. testy czynnościowe).
W diagnostyce nadmiaru androgenów nadnerczowych, pośród innych testów czynnościowych, ocenia się poziom 17-OH-progesteronu w teście pobudzania syntetyczną kortykotropiną.
W diagnostyce hirsutyzmu wartości stężenia 17-OH-progesteronu w granicach normy wskazują na hirsutyzm idiopatyczny. Wysokie stężenia (także po stymulacji przy użyciu ACTH), przy potwierdzeniu hamowania w teście hamowania deksametazonem, mogą wskazywać na niedobór 21-hydroksylazy jako przyczynę hirsutyzmu.
Niedobór 21-hydroksylazy może być przyczyną wrodzonego przerostu nadnerczy. Skutkiem defektu enzymatycznego jest nagromadzenie 17-OH-progesteronu, który nie może ulec przekształceniu w 11-deoksykortyzol i kortyzol. W postaci klasycznej stężenie 17-OH-progesteronu wielokrotnie przewyższa normę (zwykle wynosi powyżej 30 nmol/l [1000 ng/dl]). W postaci nieklasycznej, kryterium rozpoznania jest stwierdzenie zwiększenia stężenia 17-OH-progesteronu po stymulacji ACTH (powyżej 15-30 nmol/l [500-1000 ng/dl]). Monitorowanie poziomu m.in. 17-OH-progesteronu jest elementem leczenia wrodzonego przerostu nadnerczy z niedoboru 21-hydroksylazy.
W obecności zwiększonych stężeń DHEA-S lub androstendionu, oznaczenie 17-OH-progesteronu jest elementem diagnostyki incydentaloma nadnerczy.
Zwiększone stężenie 17-OH-progesteronu może wskazywać na obecność raka nadnercza.

## Wskazania
- niedomoga lutealna
- zagrażające i nawykowe poronienia
- pierwotny i wtórny brak miesiączki
- bolesne miesiączkowanie
- przerost błony śluzowej macicy
- krwawienia z macicy
- poronienia nawykowe

## Przeciwwskazania
- nadwrażliwość na lek
- nowotwory i stany przednowotworowe sutka i narządów rodnych
- krwawienia z dróg rodnych
- poronienie zatrzymane
- okres laktacji
- epizody zakrzepowo-zatorowe
- udar mózgu
- choroby wątroby

## Działania niepożądane
- wymioty
- bóle głowy
- uczucie zmęczenia
- depresja
- zwiększenie masy ciała
- obrzęki
- zaburzenia cyklu miesiączkowego
- zmniejszenie popędu płciowego
- zaburzenia czynności wątroby lub nerek
- skórne objawy alergiczne

## Preparaty
- Kaprogest – roztwór do wstrzykiwań 0,125 g/ml

## Dawkowanie
Domięśniowo, według zaleceń lekarza. Zwykle przy poronieniu zagrażającym 125–500 mg raz w tygodniu.